# Prelože pri Lokvi
Prelože pri Lokvi so naselje v Občini Sežana.